# Klincy
Klincy (anche traslitterata come Klintsy) è una città della Russia sudoccidentale, situata nell'Oblast' di Brjansk, sul fiume Turosna, circa 170 km a sudovest del capoluogo Brjansk; è posta sotto la giurisdizione amministrativa dell'oblast' di Brjansk ed è il capoluogo amministrativo del distretto di Klincy.
Fondata nel 1707 (secondo altre fonti nel 1703) come sloboda da parte di alcuni rappresentanti della setta dei Vecchi credenti provenienti dalla Russia centrale, prese il nome dalla famiglia Klincov, una delle prime che abitarono il neonato insediamento.
Si sviluppò, a partire dalla metà del XIX secolo, come centro dell'industria tessile e del cuoio; ottenne lo status di città nel 1925.

## Società

### Evoluzione demografica
Fonte: mojgorod.ru
- 1897: 11.900
- 1926: 22.000
- 1939: 40.500
- 1959: 42.000
- 1979: 67.100
- 1989: 71.200
- 2007: 65.100

## Amministrazione

### Gemellaggi
- Kjustendil